# Factor V
El factor V (anomenat proaccelerina o factor làbil abans de la classificació dels factors de coagulació amb números romans) és una glicoproteïna del sistema de la coagulació sintetitzada pel fetge i els histiòcits del sistema reticuloendotelial. Va ser descoberta pel metge Paul Owren el 1943, qui deduí la necessitat bioquímica de l'existència d'un cinquè element per la formació de la fibrina. Té una homologia molecular amb el factor VIII del 40%, un pes molecular d'uns 330 kDaltons i el gen que la codifica es troba al braç curt del cromosoma 1 (1q24.2). En contrast amb la majoria dels altres factors de coagulació sanguínia no és enzimàticament activa, però funciona com un cofactor plasmàtic. El factor V circula en el plasma sanguini com una proteïna de cadena única d'una vida mitjana de dotze hores, aproximadament, abans d'activar-se al contactar amb la trombina de les plaquetes. Una vegada activat forma dues cadenes, una pesada i una altra lleugera, unides entre elles de manera no covalent per mitjà de l'ió ferro. La seva deficiència, anomenada malaltia de Owren quan és de naturalesa congènita i que poques vegades té el seu origen en diversos factors adquirits (per exemple l'ús de certs antibiòtics, infeccions bacterianes, neoplàsies malignes o trastorns autoimmunitaris) afavoreix la producció d'hemorràgies, mentre que algunes mutacions d'aquesta proteïna (sobretot la que origina el factor V de Leiden, una alteració genètica autosòmica dominant) predisposen a la trombosi. L'existència d'aquest factor d'herència no mendeliana origina un estat d'hipercoagulabilitat i hipofibrinòlisi que indueix el desenvolupament de l'osteoporosi transitòria de maluc d'origen isquèmic (un trastorn familiar caracteritzat per l'aparició en el cap del fèmur d'osteoporosi progressiva, inconstant i amb dolor local espontani). En dones amb factor V de Leiden, l'ús d'anticonceptius orals sense consell mèdic previ pot produir flebotrombosis profundes greus, En les embarassades que presenten aquesta mutació augmenta de manera significativa el risc de tromboembolisme venós, preeclàmpsia, necrosi isquèmica placentària, despreniment prematur de placenta i mort fetal. El tractament pel dèficit congènit de factor V només és necessari, per regla general, en casos de hemorràgies importants o abans d'una intervenció quirúrgica i consta de transfusions de plaquetes o de plasma fresc congelat. S'ha descrit algun cas inusual de trombosi coronària recurrent en un individu VIH positiu amb factor V de Leiden i síndrome antifosfolipídica primària alhora.